# Gunnar Aggefors
Nils Gunnar Aggefors, född 26 mars 1946 i Nyköping, är en svensk seglare.
Aggefors seglade IC-kanot för Oxelösunds SS och tog silvermedalj vid världsmästerskapen 1969 och 1972. Han blev svensk mästare 1972 och 1973, tog en tredjeplats på SM 1971 och en fjärdeplats på SM 1975.